# TT Circuit Assen
Il TT Circuit Assen (noto anche come il Circuit van Drenthe, cioè circuito della Drenthe, la provincia dei Paesi Bassi dove è situato) è il tracciato dove si svolge dal 1925 il Gran Premio motociclistico d'Olanda, che fa parte del motomondiale sin dall'istituzione di tale titolo (ad esclusione del 2020, quando la gara è stata cancellata a causa della pandemia di COVID-19).
Si tratta di un impianto sportivo progettato specificamente per le due ruote, dove abitualmente non corrono le autovetture. Viene da sempre considerato uno dei più difficili del campionato, infatti ha il nomignolo di università delle due ruote, a causa delle sue velocità medie elevatissime. Nonostante le recenti modifiche che ne hanno alterato in parte la fama, il circuito mette tuttora a dura prova sia le moto che i piloti.
Nel 2007 è stata disputata per la prima volta una tappa del campionato automobilistico americano di Champ Car.
Nel 2009 ha ospitato la prima tappa della 65ª Vuelta a España.

## Storia
Il circuito nacque nel 1925, dopo che nel 1924 era stato rimosso il divieto di organizzare competizioni motoristiche sulle strade pubbliche. La prima versione, usata solo per l'evento inaugurale, era un tracciato triangolare di 28,4 km tra i villaggi di Rolde, Borger e Schoonlo (passando poi per il villaggio di Grollo), nelle campagne a est della città di Assen, ma le condizioni del fondo stradale - in molti punti sterrato - e la presenza di un paio di stretti ponti - che imponevano il passaggio dei concorrenti a uno a uno - convinsero gli organizzatori ad apportare delle migliorie al tracciato.

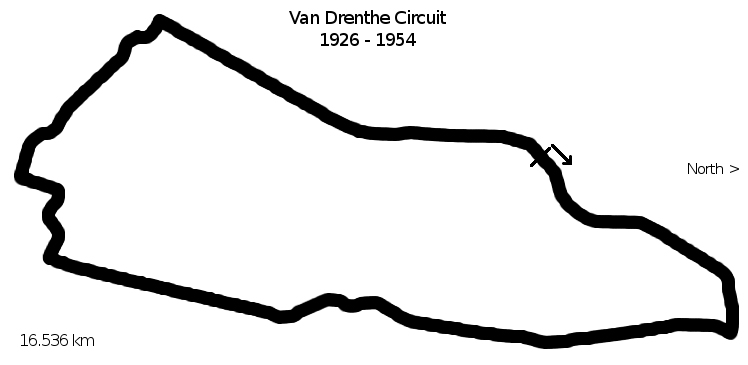
Il Circuit van Drenthe in uso dal 1926 al 1954

Il rifiuto da parte delle autorità di Borger a contribuire alle spese di pavimentazione della pista li spinse però a trovare un altro tracciato, che essi individuarono pochi chilometri più a ovest, nel territorio rurale tra Assen e Beilen, alla periferia meridionale della città di Assen: anche questo, come il precedente, era caratterizzato da lunghi rettilinei e veloci pieghe, era lungo poco più della metà (16,5 km), ma aveva il vantaggio di un miglior manto stradale (sebbene in molti punti vi fosse il pavé) e di una larghezza minima di tre metri. Per circa 30 anni vi si svolsero le gare, finché nel 1955 in soli quattro mesi di lavori fu costruito il circuito moderno, che conservava la zona del traguardo, ma ridusse la sua lunghezza complessiva fino a 7.705 metri.
Nel 1976 la curva posta all'estremità sud del circuito, il lungo tornante a destra detto Mandeven, fu trasformato in una doppia curva a destra, mentre nel 1981 fu rettificato il tratto tra Veenslang e Stekkenwal, con la rimozione della famigerata Ruskenhoek, dove due sezioni opposte del tracciato erano estremamente vicine e senza via di fuga tra di esse.

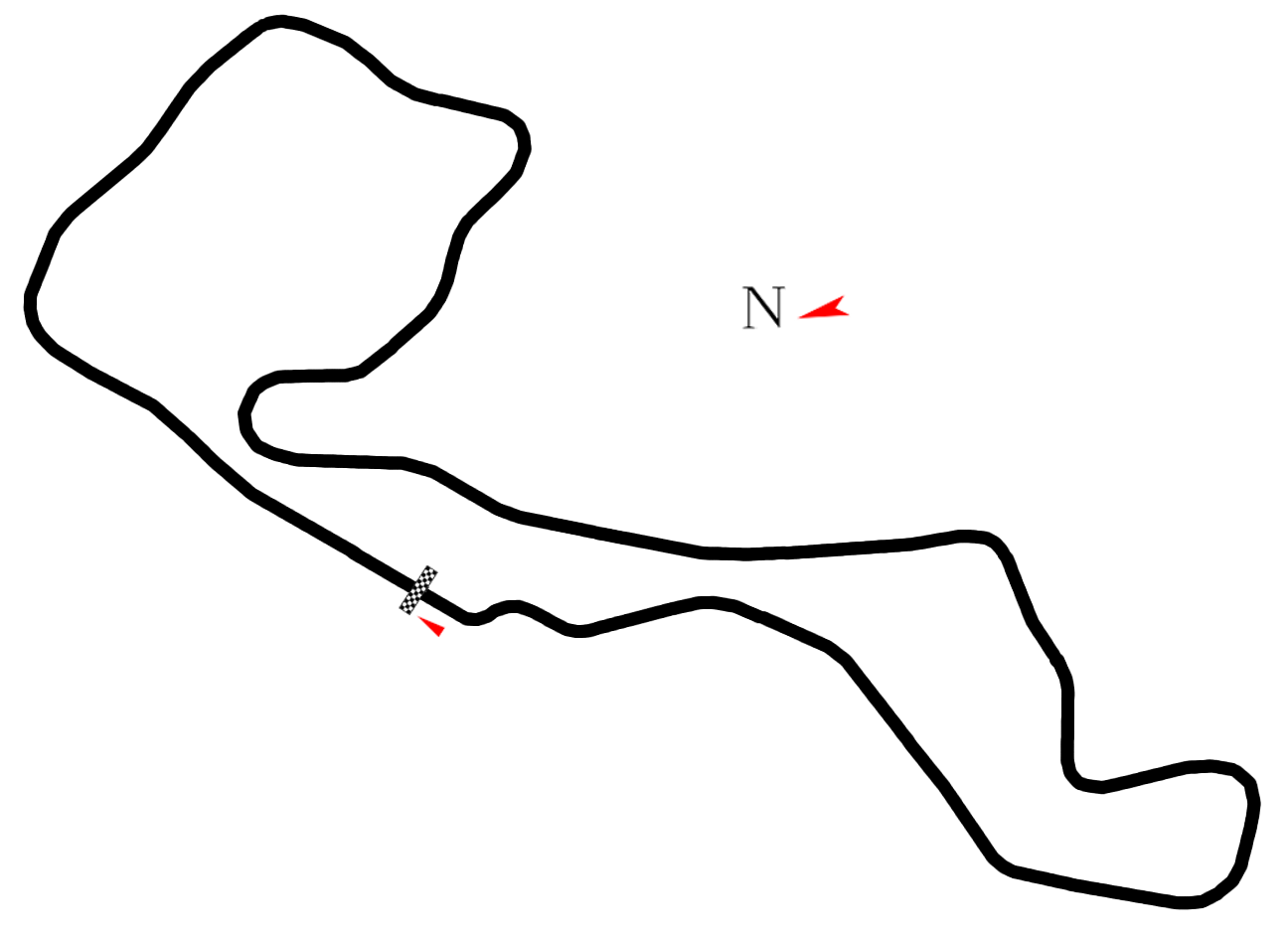
Il tracciato dal 1984 al 2001, lungo 6,049 km

Nel 1984 vi fu una prima importante modifica al tracciato, che vide l'esclusione un paio di chilometri della sezione settentrionale con la realizzazione di una bretella. Questo nuovo nastro d'asfalto iniziava con una secca curva a destra, dotata di una leggera sopraelevazione, subito dopo la veloce destra-sinistra chiamata S-Bocht, a metà strada tra la linea di partenza e la prima secca curva a destra, e si reinnestava sul preesistente tracciato all'altezza della curva Madijk. Inoltre fu realizzata la chicane precedente al traguardo, denominata Geert Timmer Bocht, al posto della veloce Kniebocht, priva di vie di fuga. Nei primi anni del XXI secolo fu di nuovo modificato il tratto alle spalle dei box tra Veenslang e Stekkenwal, che venne ricostruito ad alcune decine di metri di distanza allo scopo di ampliare il paddock.
Al giorno d'oggi, dopo molte modifiche negli anni, la pista misura 4.555 m. Il rettilineo più lungo è di 970 m. La progressiva diminuzione della lunghezza del tracciato ha avuto come motivazione la sicurezza dei piloti, che corrono in un tracciato stretto, privo di grandi rettilinei e con un numero inferiore di curvoni veloci.
L'ultima grande modifica è stata realizzata nel 2006 ed ha eliminato tutta la prima parte del circuito, molto veloce e particolare per un tracciato moderno, riducendo di quasi 1.500 m la lunghezza del tracciato. Al suo posto sono state costruite nuove tribune più capienti delle precedenti, affacciate sul nuovo complesso di curve iniziali, lente e "banali". Questi lavori al circuito ed alle infrastrutture, che comprendevano la realizzazione di strutture ricettive e commerciali sul terreno che ospitava l'"anello nord" e contestati dagli amanti del classico TT, sono costati 85 milioni di euro.

## Curiosità
Il TT Circuit è l'unico circuito su cui si corre ininterrottamente una prova del motomondiale dal 1949, con l'eccezione del motomondiale 2020. Prima dell'inaugurazione della pista definitiva, la gara si svolgeva su strade aperte al pubblico ed in omaggio a questo, la prova del mondiale è denominata Tourist Trophy, come la celebre corsa su strada dell'Isola di Man. Fino al 2015, la gara si è svolta sempre l'ultimo sabato di giugno, mentre dal 2016 si disputa dall'ultima domenica di giugno.